# Valencià (postres)
El valencià són unes postres refrescants que consisteixen en una bola de gelat que sura en suc de taronja. En Astúries coneguda com Copa Lodovico. 

## Ingredients
- 3 taronges
- Gelat de vainilla (s'elabora amb llet, nata i vainilla)
- Unes gotes de licor Grand Marnier

## Elaboració
Primerament, prepareu suc de taronja i poseu-lo a refredar. Elaboreu gelat de vainilla, feu-ne una bola i deixeu-la en un got o una copa ampla. Tot seguit, afegiu-hi el suc de les taronges espremudes. Aquesta operació s'ha de fer suaument i amb compte de no trencar la bola de gelat. És important, a més, que el suc estigui ben fred, perquè sinó el gelat podria desfer-se una mica.
Aquest seria el valencià en essència, però també se'n poden fer diverses variants, com ara posar-hi suc d'una altra fruita o gelat d'un altre gust. I per afegir-hi el detall final, queda més especialment bo amb unes gotetes de licor. I més encara, hi podeu espargir encenalls de xocolata. Remeneu fins que es desfaci el gelat ens permet de gaudir d'una manera original d'unes postres molt bones i a la vegada, sanes.